# Parcul Național Sirmilik
Coordonate: 73° 00′ 00″ N, 81° 00′ 00″ W
Parcul Național Sirmilik (Nunavut) este unul din cele mai noi parcuri naționale ale Canadei, având o suprafață de 22.200 km². Fiind fondat în 2001, pe insula Bylot din nordul insulei Baffin, statul Nunavut. Smirmilik se află cu 700 de km la nord de cercul polar și cu 600 de km la vest de Groenlanda. Parcul Național Smirmilik este una din cele mai bogate zone din punct de vedere al faunei din tot statul Nunavut. O mare diversitate de păsări migratoare și mamifere de uscat sau marine își găsesc locul în munți, fiorduri adânci, golfuri, ghețari, formațiuni hoodoo, tundre, stânci, pereți de granit și câmpii bogate.
Construirea unui parc național în această regiune a fost pentru prima oară propusă la sfârșitul anilor 1970 de inuiți. Planurile parcului au fost incluse în cererile teritoriale a statului Nounavut solicitate în 1993, dar deschiderea parcului a fost aprobată de Parlament doar în luna februarie a anului 2001.
Parcul este împărțit în 4 secțiuni distincte:
- sanctuarul păsărilor migratoare din insula Bylot
- uscatul și apele canalului Clliver
- peninsula Borden
- colonia de păsări de mare a golfului Baillarge

Smirmilik în inuită înseamnă „loc cu ghețari”, fiindcă aproape jumătate din cei 11.100 km pătrați ai insulei Bylot e acoperită de ghețari. Insula Bylot este cunoscută oamenilor de știință ca o oază arctică (în principal datorită faptului ca în ultima eră glaciară a fost dezghețată). Cu munți ridicându-se la 2000 m din golful Baffin, parcul national marchează sfârșitul unui lanț muntos. Câmpuri de gheață sunt tăiate de fiorduri și văi formând mulți ghețari care își varsă apele spre Arctica. O mare parte din munți continuă sub ocean, formând stânci de peste 300 m. Chiar dacă parcul e populat de 360 de specii de plante, vegetația se găsește doar în locurile de unde s-au retras ghețarii și în văile sedimentare erodate.
Solul, în regiunile joase, este vechi de 50.000 de ani și suportă în medie 176 mm de precipitații atmosferice anual. Mai mult de 360 de specii de plante, 21 de specii de mamifere, incluzând urși polari, caribou, lupi, vulpi etc., și 74 de păsări incluzând cea mai mare populatie de gâște polare din lume (în 1993 colonia număra 75.000 exemplare adulte) beneficiază de aceste condiții.
Istoria umană a parcului nu e mai puțin semnificativă: datând din urmă cu 4000 de ani, eschimoșii dorset-paleo au ocupat estul Arcticii până acum 1000 de ani, când se crede că au fost alungați de strămoșii inuiților de azi.
Una din cele mai importante zone arheologice este Nunguvik, teritoriu a inuiților, adiacent cu Smirmilik pe peninsula Borden. Săpăturile au fost începute în anii 1960, continuând și în prezent. Arheologia este un instrument important pentru stabilirea continuității istoriei și culturii poporului inuit.
Statul Nunavut cuprinde și alte parcuri, cum ar fi parcul național Auyuittuq.